# Горловский район (Московская область)
Горловский район — территориально-административная единица РСФСР, существовавшая с 1929 по 1959 год.
Горловский район был образован 12 июля 1929 года в составе Тульского округа Московской области.
В состав района вошли рабочий посёлок Павелец и следующие сельсоветы:
- из Скопинского уезда Рязанской губернии:
  - из Гагаринской волости: Александровский, Волшутский, Жмуровский, Катинский, Красновский, Лужковский, Никольско-Высельский, Нюховецкий, Подобреевский, Покровский, Половневский, Собакинский, Чуриковский, Щеголевский
  - из Горловской волости: Горловский, Делеховский, Дмитриевский, Затворинский, Муравлянский, Новоалександровский, Рудинский, Хворощевский
  - из Скопинской волости: Кремлевский, Мшанский, Павелецкий
- из Тульской губернии:
  - из Клекотковского района: Богословский, Клекотковский, Купчинский, Нагишевский, Петрушинский, Троице-Орловский.

10 декабря 1932 года к Горловскому району были присоединены Березняговский, Вязовенский, Жерновский, Казинский, Лазинский, Стрелецко-Дубравский и Топильский с/с Скопинского района.
21 февраля 1935 года из Горловского района в новообразованный Чапаевский район были переданы Александровский, Волшутинский, Жмуровский, Красновский, Лужковский, Никольско-Высельский, Подобреевский, Покровский, Половневский, Собакинский и Чуриковский с/с. 1 ноября из Епифанского района в Горловский был передан Львовский с/с.
3 апреля 1936 года Жерновский и Топильский с/с были переданы в Чернавский район.
26 сентября 1937 года Горловский район был передан в Рязанскую область.
В ноябре 1941 года в Горловский район вошли немецко-фашистские захватчики. По итогам оккупации было разрушено: 12 школ, почта, 4 больницы, радиоузел, амбулатория, родильный дом, детские ясли, ветлечебница, типография, 2 элеватора, здания райкома ВКП(б), райисполкома, НКВД, райвоенкомата, нарсуда и прокуратуры и др. Ущерб, нанесенный району, определялся в 12 977 тыс. руб.
20 декабря 1942 года Горловский район был возвращён в Московскую область. Он имел тот же состав, что и в 1937 году, за исключением упразднённого Щеголевского с/с.
29 апреля 1946 года из Горловского района в новообразованный Павелецкий район были переданы р.п. Павелец и сельсоветы: Березняговский, Вязовенский, Делеховский, Казинский, Катинский, Кремлевский, Лазинский, Мшанский, Павелецкий, Стрелецко-Дубравский и Хворощевский.
10 июня 1946 года Горловский район был возвращён Рязанской области.
С 1930 г. по 1959 г. издавалась районная газета «Ленинская искра».
В июне 1959 года Горловский район был упразднён, а его территория передана в Скопинский район.